# Moustapha Choukri
Moustapha Choukri (in arabo مصطفى شكري‎?; Casablanca, 1947 – 22 gennaio 1980) è stato un calciatore marocchino, di ruolo centrocampista.
È citato anche come Mustapha Choukri.

## Carriera
Ha iniziato la carriera con il Raja Casablanca.
Partecipò con la Nazionale del Marocco ai Mondiali 1970.

## Palmarès

### Club

#### Competizioni nazionali
- Campionato marocchino: 3

Wydad Casablanca: 1975-1976, 1976-1977, 1977-1978
- Coppa del Marocco: 3

Raja Casablanca: 1973-1974
Wydad Casablanca: 1977-1978, 1978-1979